# Maršál Polska

NATO OF-10

Maršál Polska (Marszałek Polski) je nejvyšší hodnost v polské armádě.

## Polští maršálové
- Józef Piłsudski (1920)
- Ferdinand Foch (1923)
- Edward Rydz-Śmigły (1936)
- Michał Rola-Żymierski (1945)
- Konstantin Rokossovskij (1949)
- Marian Spychalski (1963)